# Camino de Vera

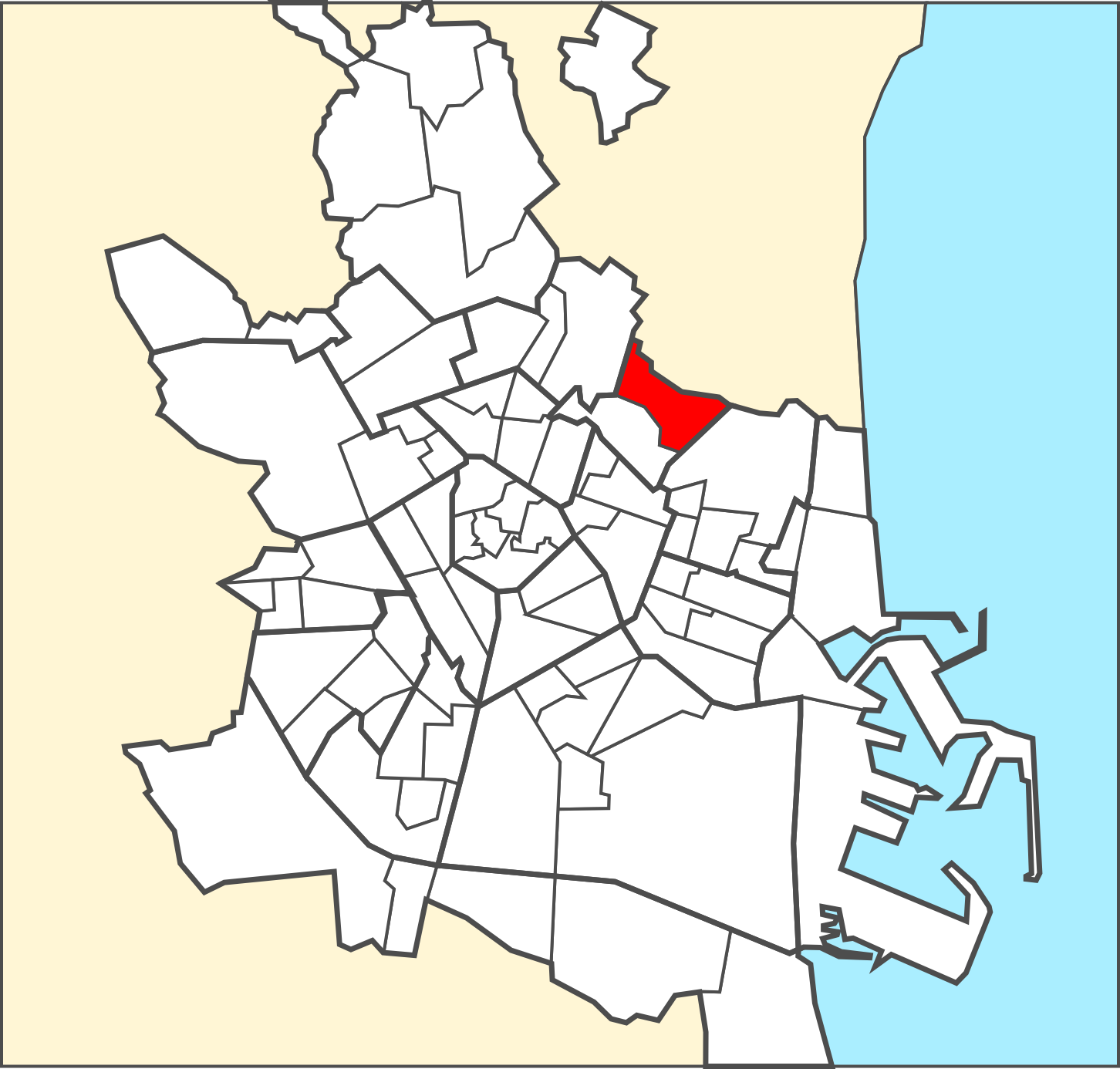
Camino de Vera en el municipio de Valencia.

Camino de Vera es un barrio de la ciudad de Valencia (España), perteneciente al distrito de Benimaclet. Está situado al norte de la ciudad y limita al norte con el municipio de Alboraya, al este con La Carrasca, al sur con Benimaclet y al oeste con San Lorenzo. Su población en 2022 era de 5.285 habitantes.

## Elementos importantes
El barrio de Camino de Vera alberga los siguientes bienes de relevancia local:
- Barracas de Panach
- Molino de Farinós o Molino Nuevo (en valenciano y oficialmente Molí de Farinós o Molí Nou). Este antiguo molino de alza sobre la acequia de Vera, de manera que en su mayor parte está en el término de Alboraya.
- Chimenea de la fábrica El Prado. La fábrica está en ruinas y en estado de abandono, pero la chimenea es un bien protegido.
- Alquería de Serra.
- Cementerio de Benimaclet. Cementerio situado en el extremo noroeste de barrio, lindando con la huerta.

Asimismo, destaca en el barrio el edificio residencial singular Espai Verd del arquitecto Antonio Cortés Ferrando de finales de los años 80.

## Galería

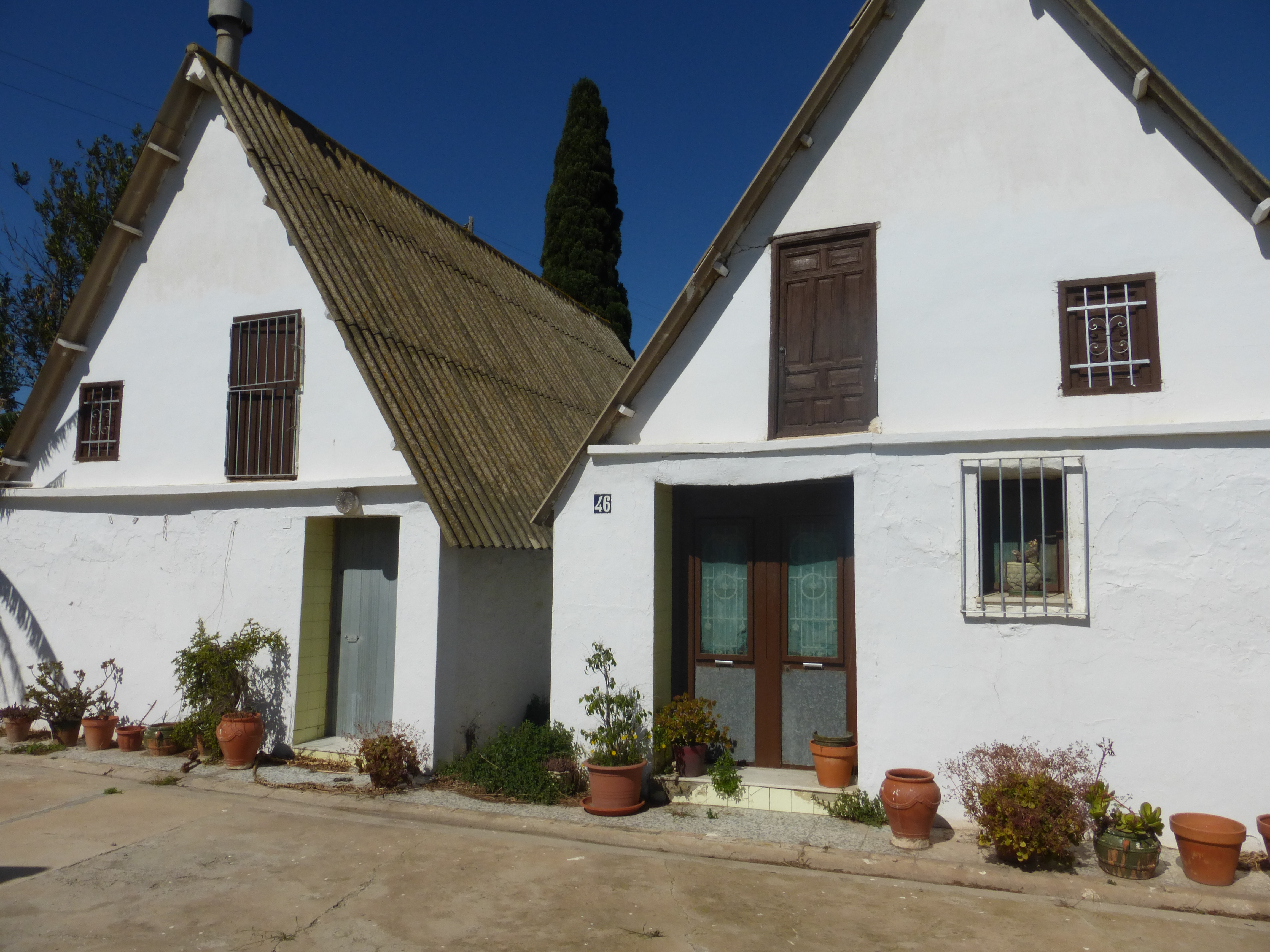
Barracas de Panach
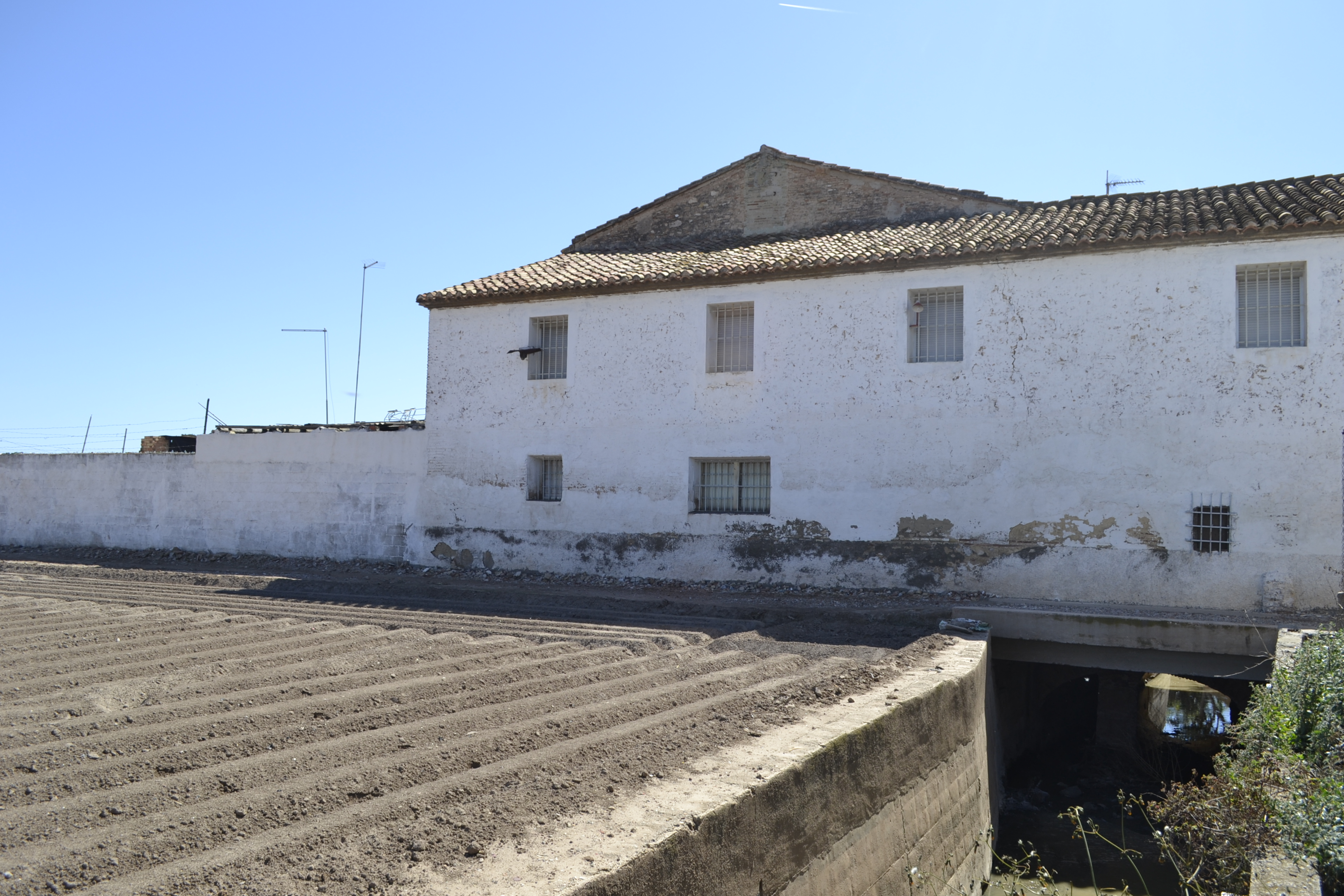
Molino de Farinós
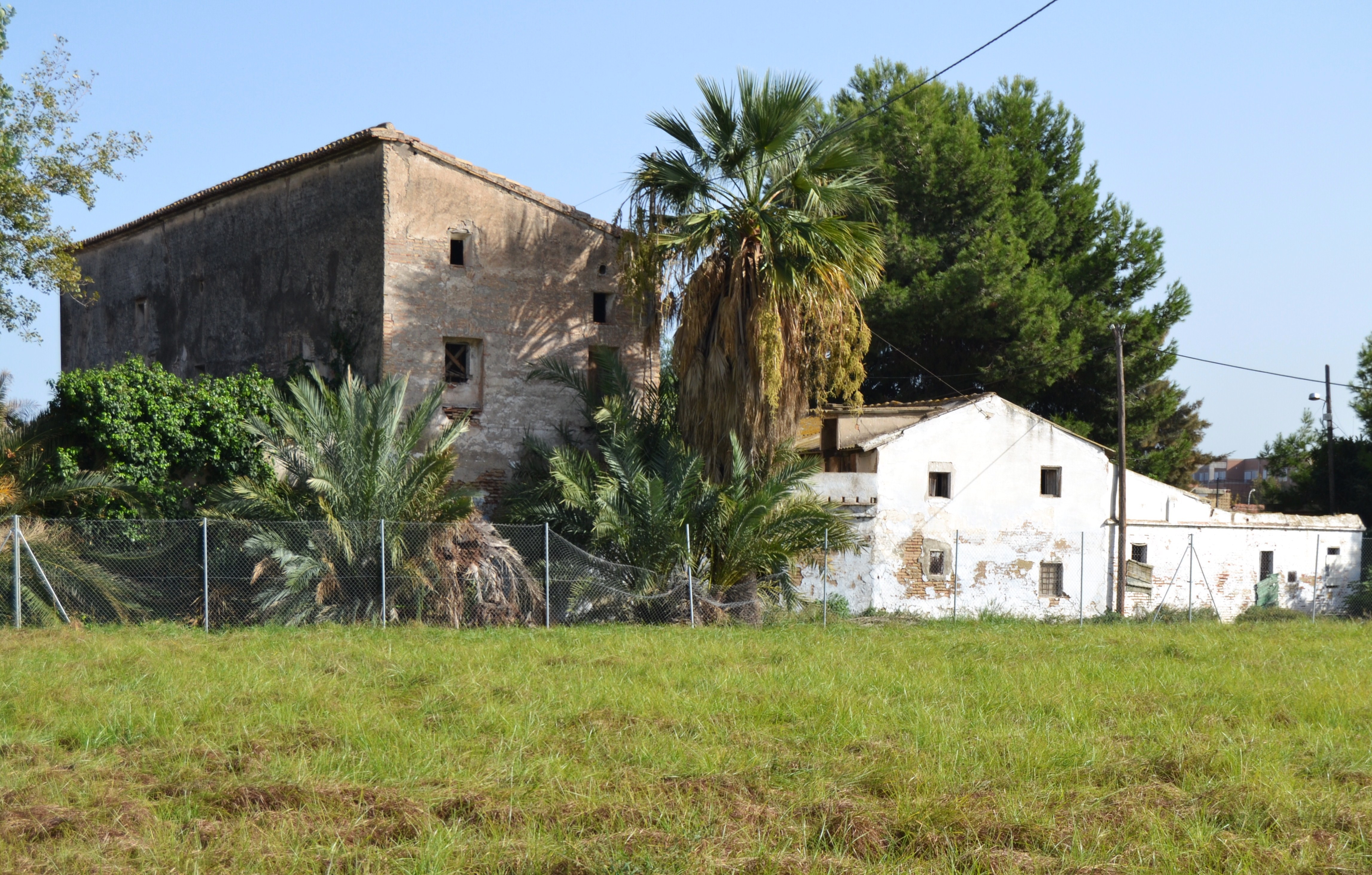
Alquería de Serra
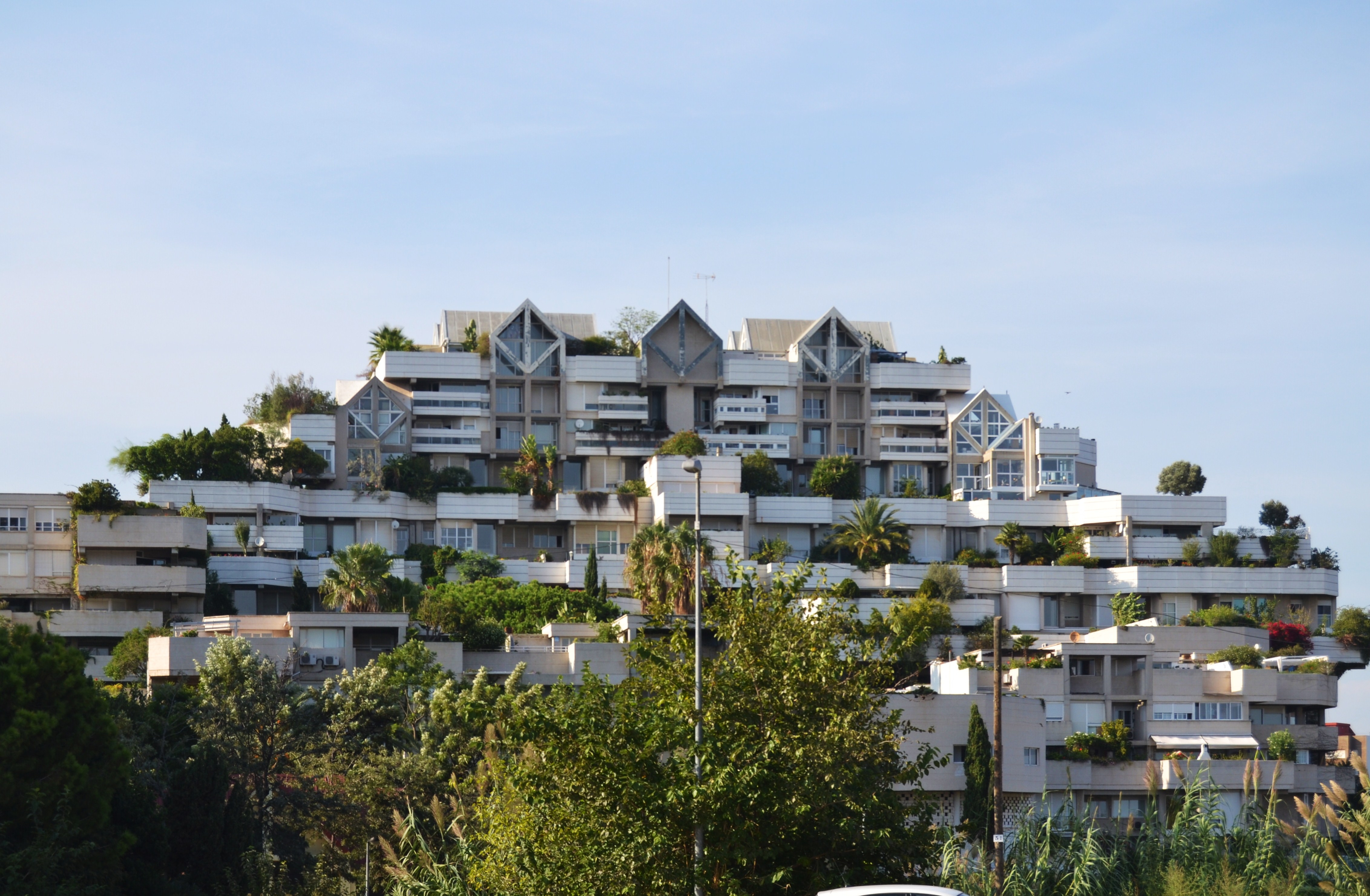
Edificio Espai Verd